# Aleksei Budõlin
Aleksei Budõlin (Tallinn, 5 aprile 1976) è un ex judoka estone.

## Palmarès
| Anno | Manifestazione  | Sede              | Evento | Risultato | Note |
| ---- | --------------- | ----------------- | ------ | --------- | ---- |
| 1999 | Europei         | Bratislava        | 73kg   | Argento   |      |
| 2000 | Giochi olimpici | Sydney            | 81kg   | Bronzo    |      |
| 2000 | Europei         | Breslavia         | 81kg   | Bronzo    |      |
| 2001 | Mondiali        | Monaco di Baviera | 81kg   | Argento   |      |
| 2001 | Europei         | Parigi            | 81kg   | Oro       |      |
| 2002 | Europei         | Maribor           | 81kg   | Argento   |      |
| 2003 | Mondiali        | Osaka             | 81kg   | Bronzo    |      |
| 2003 | Europei         | Düsseldorf        | 81kg   | Bronzo    |      |